# Zeki Gökhan

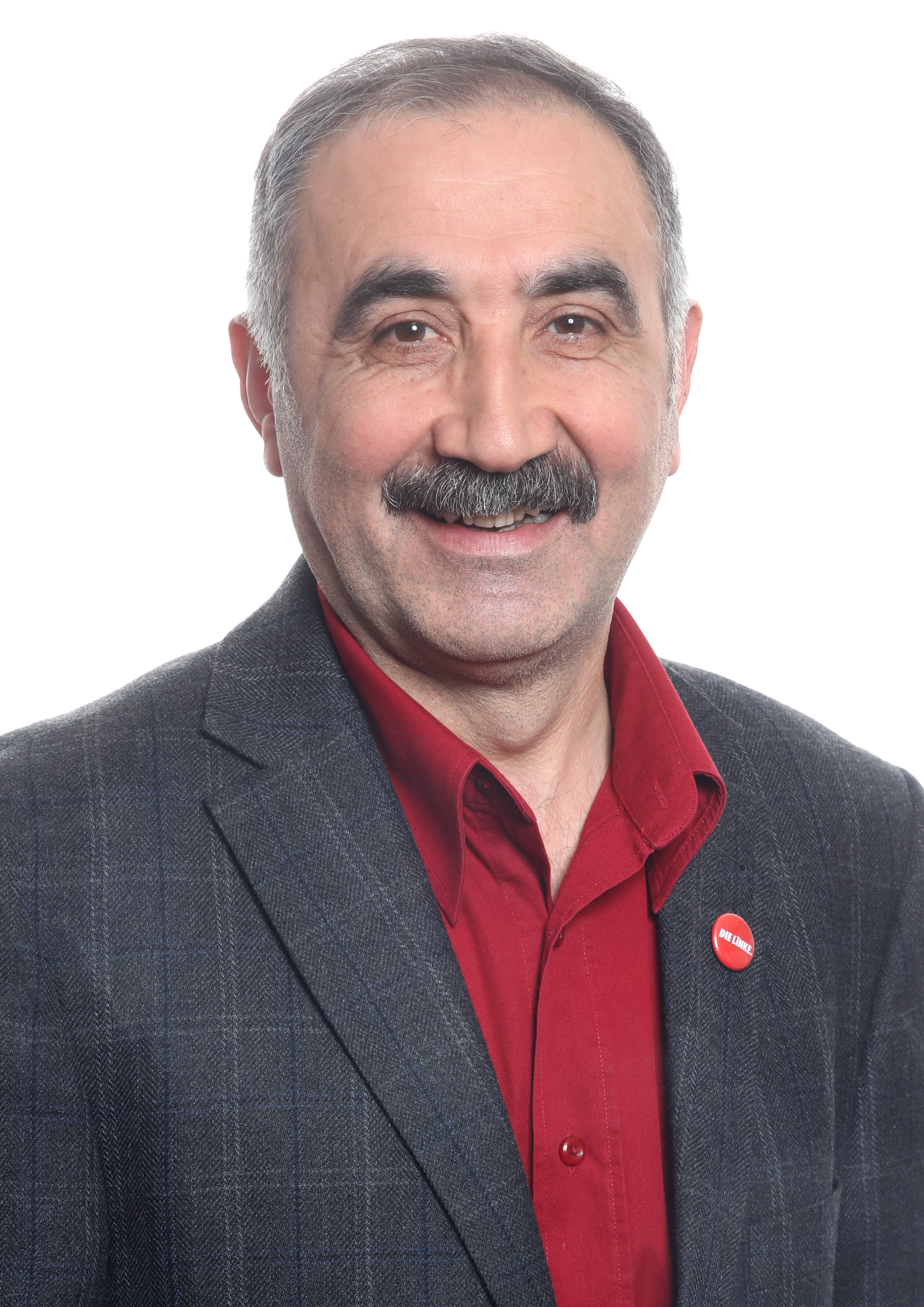
Zeki Göhkan, 2017

Zeki Gökhan (* 19. Februar 1956 in Mazgirt, Türkei) ist ein deutsch-türkischer Politiker (Die Linke). Von August bis Oktober 2021 war er Mitglied des Deutschen Bundestages.

## Leben
Gökhan ist Lagerist, arbeitete von 1977 bis 1979 bei den Stahlwerken Ereğli und absolvierte anschließend von 1980 bis 1982 seinen Militärdienst. Von 1982 bis 1991 war er Selbstständiger, 1993 kam er als politisch Verfolgter nach Deutschland.
Er ist verheiratet, hat drei erwachsene Kinder und lebt in Frechen.

## Politik
Gökhan trat im Februar 2008 der Linkspartei bei und ist Mitglied des Kreisvorstandes Rhein-Erft sowie des Vorstandes des Stadtverbandes Frechen. Bei der Landtagswahl in Nordrhein-Westfalen 2010 kandidierte er als Direktkandidat im Landtagswahlkreis Rhein-Erft-Kreis II und erhielt 4,2 % der Erststimmen. Bei den Bundestagswahlen 2013 (4,4 %) und 2017 (4,5 %) trat er im Bundestagswahlkreis Rhein-Erft-Kreis I an. Für die Bundestagswahl 2021 wurde er nicht wieder aufgestellt.
Zeki Gökhan ist als 14. der Landesliste NRW am 19. August 2021 für die verstorbene Abgeordnete Ingrid Remmers in den Deutschen Bundestag nachgerückt. Er gehörte zu den neun Bundestagsabgeordneten, die am 25. August 2021 gegen den Einsatz der Bundeswehr bei der Evakuierungsaktion in Afghanistan stimmten.